# Codex Monacensis
- Papyrus
- Onciale
- Minuscules
- Lectionnaire

Le Codex Monacensis, portant le numéro de référence  X ou 033 (Gregory-Aland), A3 (von Soden), 
est un manuscrit de vélin en écriture grecque onciale. Le codex se compose de 160 folios. Il est écrit sur deux colonnes, à 45 lignes par colonne. Les dimensions du manuscrit sont 37,5 × 25,5 cm. 

## Description
Il présente les évangiles dans l'ordre occidental qu'il a en commun avec le Codex Bezae: Après Matthieu, vient Jean, puis Luc (le seul qui soit complet) et Marc avec de nombreuses lacunes. Matthieu 16,2b-3 et Jean 7,53-8,11 manquent. 
Le texte n'est pas divisé, le Canons de concordances absent. Il ne comporte pas de commentaires (à l'exception de l'Évangile selon Marc). 
Ce codex est un représentant du texte byzantin. Kurt Aland le classe en Catégorie V. 
Les paléographes datent ce manuscrit du Xe siècle (ou IXe siècle),. 
Il est conservé à l'Université Louis-et-Maximilien de Munich (fol. 30) en Munich,.
Variantes Textuelles
Marc 9,49 – il a πας γαρ πυρι αλι αλισθησεται contre πας γαρ πυρι αλισθησεται.
Jean 12,28 – τον υιον avec Codex Regius f1 f13 33 1071 1241, contre το ονομα ({\displaystyle {\mathfrak {P}}}66, {\displaystyle {\mathfrak {P}}}75 א A B K W Δ Θ Π Ψ 0250 28 565 700 892 1009 1010);
Jean 14,14 verse omis.
Le manuscrit ne contient pas de Pericope Adulterae (Jean 7,53-8,11).

## Contenu
- Évangile selon Matthieu 6,6 ; 7,1-9,20 ; 9,34-11,24 ; 12,9-16,28 ; 17,14-18,25 ; 19,22-21,13 ; 21,28-22,22 ; 23,27-24,2 ; 24,23-35 ; 25,1-30 ; 26:69-27:12 ;
- Évangile selon Jean 1,1-13,5 ; 13,20-15,25 ; 16,23-fin ;
- Évangile selon Luc 1,1-37 ; 2,19-3,38 ; 4,21-10,37 ; 11,1-18,43 ; 20,46-fin ;
- Évangile selon Marc 6,46-fin. Marc 14-16 est illisible[8].